# Landtag des Freistaates Anhalt
Der Landtag des Freistaates Anhalt war das Landesparlament und damit die Legislative des Freistaates Anhalt in der Weimarer Republik. Sein Vorgänger waren die Landstände des Herzogtums Anhalt.

## Rechtsgrundlage und Aufbau
Gemäß Art. 7 ff. der Verfassung des Freistaates Anhalt vom 18. Juli 1919 bestand der Landtag aus 36 Abgeordneten, die nach dem Grundsatz der Verhältniswahl für eine Dauer der Wahlperiode von drei Jahren (ab 1923: vier Jahren) gewählt wurden. Das Mindestalter für das aktive und passive Wahlrecht war 21 Jahre.
Seine Aufgaben waren die Gesetzgebung, die Überwachung der Staatsführung und Verwaltung, die Wahrnehmung des Budgetrechtes, die Wahl des Staatsministerium sowie gegebenenfalls der Ministeranklage.
Rechtsgrundlage für die Wahl des Landtags war das Landeswahlgesetz vom 7. Mai 1920.
Mit dem Gesetz über den Neuaufbau des Reichs vom 30. Januar 1934 wurde das Landesparlament aufgelöst. Nach dem Zweiten Weltkrieg wurde anstelle des Landes Anhalt das Land Sachsen-Anhalt in der Sowjetischen Besatzungszone errichtet. Dessen Landtag übernahm die Funktionen der Landtage der Vorgängerländer.

## Sitz
Der Landtag des Freistaates hatte seinen Sitz im 1874 fertig gestellten Behördenhaus in Dessau. Hier fanden am 15. Dezember 1918 die ersten Wahlen statt, in denen Frauen das aktive und passive Wahlrecht wahrnehmen konnten – zeitgleich mit den Wahlen zur Verfassunggebenden Versammlung in Mecklenburg-Strelitz.
Das Behördenhaus wurde 1945 weitgehend zerstört und nicht wieder aufgebaut. In unmittelbarer Nachbarschaft steht heute das Bauhausmuseum.

## Landtagspräsidenten
- 1918–1928 Heinrich Pëus, SPD
- 1928–1932 Richard Paulick, SPD
- 1933–1934 Wolfgang Nicolai, NSDAP

## Landtagswahlen

### Landtagswahl 1918
Am 15. Dezember 1918 erfolgte die Wahl zur konstituierenden Landesversammlung.
| Landtagswahl 1918                         | Landtagswahl 1918 | Landtagswahl 1918 | Landtagswahl 1918   |
| Partei                                    | Stimmanteil in %  | Sitze             | Veränderung (Sitze) |
| ----------------------------------------- | ----------------- | ----------------- | ------------------- |
| SPD                                       | 58,03 %           | 22 Sitze          |                     |
| DDP                                       | 34,05 %           | 12 Sitze          |                     |
| Deutschnationale Volkspartei und Landbund | 5,93 %            | 2 Sitze           |                     |
| WP                                        | 2,00 %            |                   |                     |

An 100 % fehlende Stimmen gingen an nicht im Landtag vertretene Wahlvorschläge.
Liste der Mitglieder des Landtages (Freistaat Anhalt) (1. Wahlperiode)

### Landtagswahl 1920
Am 6. Juni 1920 erfolgte die Wahl zum 2. Landtag.
| Landtagswahl 1920                         | Landtagswahl 1920 | Landtagswahl 1920 | Landtagswahl 1920   |
| Partei                                    | Stimmanteil in %  | Sitze             | Veränderung (Sitze) |
| ----------------------------------------- | ----------------- | ----------------- | ------------------- |
| SPD                                       | 35,77 %           | 13 Sitze          | − 9 Sitze           |
| USPD                                      | 18,30 %           | 6 Sitze           | + 6 Sitze           |
| Deutschnationale Volkspartei und Landbund | 16,85 %           | 6 Sitze           | + 4 Sitze           |
| DDP                                       | 15,67 %           | 6 Sitze           | − 7 Sitze           |
| DVP                                       | 13,41 %           | 5 Sitze           | + 5 Sitze           |

An 100 % fehlende Stimmen gingen an nicht im Landtag vertretene Wahlvorschläge.
Liste der Mitglieder des Landtages (Freistaat Anhalt) (2. Wahlperiode)

### Landtagswahl 1924 (I)
Am 22. Juni 1924 erfolgte die Wahl zum 3. Landtag.
| Landtagswahl 1924 (I)            | Landtagswahl 1924 (I) | Landtagswahl 1924 (I) | Landtagswahl 1924 (I) |
| Partei                           | Stimmanteil in %      | Sitze                 | Veränderung (Sitze)   |
| -------------------------------- | --------------------- | --------------------- | --------------------- |
| SPD                              | 37,03 %               | 13 Sitze              | ± 0 Sitze             |
| DVP                              | 15,98 %               | 6 Sitze               | − 1 Sitz              |
| DNVP                             | 12,20 %               | 4 Sitze               | − 2 Sitze             |
| KPD                              | 9,53 %                | 4 Sitze               | − 2 Sitze             |
| Landbund                         | 8,37 %                | 3 Sitze               | + 3 Sitze             |
| Völkisch-sozialer Freiheitsblock | 4,10 %                | 2 Sitze               | + 2 Sitze             |
| DDP                              | 3,53 %                | 1 Sitz                | − 5 Sitze             |
| Hausbesitz und Gewerbe           | 3,37 %                | 1 Sitz                | + 1 Sitz              |
| Hausbesitz (Stadt und Land)      | 2,05 %                | 1 Sitz                | + 1 Sitz              |
| Bodenreform                      | 1,71 %                | 1 Sitz                | + 1 Sitz              |
| Zentrum                          | 1,15 %                |                       |                       |
| Deutscher Bauernbund             | 0,51 %                |                       |                       |
| Deutsch-soziale Partei           | 0,46 %                |                       |                       |

An 100 % fehlende Stimmen gingen an nicht im Landtag vertretene Wahlvorschläge.
Liste der Mitglieder des Landtages (Freistaat Anhalt) (3. Wahlperiode)
Der Landtag löste sich durch ein einstimmig beschlossenes Gesetz am 9. Juli 1924 auf.

### Landtagswahl 1924 (II)
Am 9. November 1924 erfolgte die Wahl zum 4. Landtag.
| Landtagswahl 1924 (II)         | Landtagswahl 1924 (II) | Landtagswahl 1924 (II) | Landtagswahl 1924 (II) |
| Partei                         | Stimmanteil in %       | Sitze                  | Veränderung (Sitze)    |
| ------------------------------ | ---------------------- | ---------------------- | ---------------------- |
| SPD                            | 40,95 %                | 15 Sitze               | + 2 Sitze              |
| Volksgemeinschaft 1            | 38,85 %                | 14 Sitze               | + 14 Sitze             |
| DDP                            | 7,29 %                 | 3 Sitze                | + 2 Sitze              |
| KPD                            | 5,85 %                 | 2 Sitze                | − 2 Sitze              |
| Nationale Freiheitspartei      | 4,14 %                 | 1 Sitz                 | + 1 Sitz               |
| Mieterschutz und Bodenreformer | 1,67 %                 | 1 Sitz                 | + 1 Sitz               |
| Zentrum                        | 1,25 %                 |                        |                        |

An 100 % fehlende Stimmen gingen an nicht im Landtag vertretene Wahlvorschläge.
Liste der Mitglieder des Landtages (Freistaat Anhalt) (4. Wahlperiode)

### Landtagswahl 1928
Am 20. Mai 1928 erfolgte die Wahl zum 5. Landtag.
| Landtagswahl 1928                                                                                       | Landtagswahl 1928 | Landtagswahl 1928 | Landtagswahl 1928   |
| Partei                                                                                                  | Stimmanteil in %  | Sitze             | Veränderung (Sitze) |
| --- | ----------------- | ----------------- | ------------------- |
| SPD | 42,45 %           | 15 Sitze          | ± 0 Sitze           |
| Listenverbindung: Deutsche Volkspartei, Deutschnationale Volkspartei, Landbundliste                     | 33,11 %           | 12 Sitze          |                     |
| Davon: DVP                                                                                              | 15,51 %           | 6 Sitze           |                     |
| Davon: Landbundliste                                                                                    | 10,91 %           | 4 Sitze           |                     |
| Davon: DNVP                                                                                             | 6,69 %            | 2 Sitze           |                     |
| Anhaltischer Haus- und Grundbesitz und Reichspartei des deutschen Mittelstandes (Wirtschaftspartei)     | 7,56 %            | 3 Sitze           |                     |
| Davon: Anhaltischer Haus- und Grundbesitz                                                               | 4,15 %            | 2 Sitze           |                     |
| Davon: Reichspartei des deutschen Mittelstandes (Wirtschaftspartei)                                     | 3,36 %            | 1 Sitz            |                     |
| KPD | 7,56 %            | 3 Sitze           | + 1 Sitz            |
| Listenverbindung: Deutsche Demokratische Partei, Zentrumspartei, Mieterschutz, Pachtschutz, Bodenreform | 5,93 %            | 2 Sitze           | − 2 Sitze           |
| Davon: DDP                                                                                              | 4,24 %            | 2 Sitze           | − 1 Sitz            |
| Davon: Zentrum                                                                                          | 1,15 %            |                   |                     |
| Davon: Mieterschutz, Pachtschutz und Bodenreform                                                        | 0,54 %            |                   | − 1 Sitz            |
| NSDAP                                                                                                   | 2,07 %            | 1 Sitz            | + 1 Sitz            |
| VRP | 0,97 %            |                   |                     |
| Linke Kommunisten                                                                                       | 0,39 %            |                   |                     |

An 100 % fehlende Stimmen gingen an nicht im Landtag vertretene Wahlvorschläge.
Liste der Mitglieder des Landtages (Freistaat Anhalt) (5. Wahlperiode)

### Landtagswahl 1932
Am 24. April 1932 erfolgte die Wahl zum 6. Landtag.
| Landtagswahl 1932                          | Landtagswahl 1932 | Landtagswahl 1932 | Landtagswahl 1932   |
| Partei                                     | Stimmanteil in %  | Sitze             | Veränderung (Sitze) |
| ------------------------------------------ | ----------------- | ----------------- | ------------------- |
| NSDAP                                      | 40,88 %           | 15 Sitze          | + 14 Sitze          |
| SPD                                        | 34,27 %           | 12 Sitze          | − 3 Sitze           |
| KPD                                        | 9,31 %            | 3 Sitze           | ± 0 Sitze           |
| Deutschnationale Volkspartei und Stahlhelm | 5,85 %            | 2 Sitze           | ± 0 Sitze           |
| Deutsche Volkspartei                       | 3,74 %            | 2 Sitze           | − 4 Sitze           |
| Anhaltischer Haus- und Grundbesitz         | 2,91 %            | 1 Sitz            | − 1 Sitz            |
| Deutsche Staatspartei                      | 1,47 %            | 1 Sitz            | − 1 Sitz            |
| Zentrum                                    | 1,20 %            |                   |                     |
| SAPD                                       | 0,37 %            |                   |                     |

An 100 % fehlende Stimmen gingen an nicht im Landtag vertretene Wahlvorschläge.
Liste der Mitglieder des Landtages (Freistaat Anhalt) (6. Wahlperiode)

### Reichstagswahl 1933
Nach der Reichstagswahl vom 5. März 1933 wurde der 7. Landtag aufgrund des Gleichschaltungsgesetzes analog zu diesem Wahlergebnis neu gebildet.
| Reichstagswahl 1933              | Reichstagswahl 1933 | Reichstagswahl 1933 | Reichstagswahl 1933 |
| Partei                           | Stimmanteil in %    | Sitze               | Veränderung (Sitze) |
| -------------------------------- | ------------------- | ------------------- | ------------------- |
| NSDAP                            | 46,11 %             | 14 Sitze            | − 1 Sitz            |
| SPD                              | 30,78 %             | 9 Sitze             | − 3 Sitze           |
| KPD                              | 11,43 %             | 4 Sitze             | + 1 Sitz            |
| Kampffront Schwarz-Weiß-Rot      | 8,39 %              | 3 Sitze             | + 1 Sitz            |
| Zentrum                          | 1,31 %              |                     |                     |
| DVP                              | 1,12 %              |                     | − 1 Sitz            |
| DStP                             | 0,61 %              |                     | − 1 Sitz            |
| CSVD                             | 0,22 %              |                     |                     |
| Sozialistische Kampfgemeinschaft | 0,02 %              |                     |                     |
| DHP                              | 0,01 %              |                     |                     |
| Deutsche Bauernpartei            | 0,01 %              |                     |                     |

An 100 % fehlende Stimmen gingen an nicht im Landtag vertretene Wahlvorschläge.
Liste der Mitglieder des Landtages (Freistaat Anhalt) (7. Wahlperiode)
Mit Auflösung des Landtags wurden die Akten an das Anhaltische Staatsarchiv abgegeben. Der größte Teil der Überlieferung ist als Kriegsverlust anzusehen.